# Soliman (Tunesien)
Soliman oder Slimane (arabisch سليمان) ist eine tunesische Kleinstadt im Südwesten des Cap Bon. Die etwa 30.000 Einwohner zählende Stadt gehört zum Gouvernement Nabeul und ist Hauptstadt der gleichnamigen Delegation Soliman.

## Geographie

### Lage
Soliman liegt ca. 35 km (Fahrtstrecke) südöstlich der Hauptstadt Tunis in einer Höhe von ca. 28 m ü. d. M.; die Städte Grombalia und Nabeul liegen etwa 13 bzw. 42 km südlich bzw. südöstlich. 5 km nordwestlich des Zentrums der Stadt befindet sich am Golf von Tunis ein Sandstrand mit Urlaubsanlagen (Soliman Plage). Die Umgebung der Ortschaft ist fruchtbares Flachland. Am westlichen Ortsrand verläuft ein kleiner Flusslauf in nördlicher Richtung. Nördlich der Stadt liegt ein See mit Ablauf zum Meer. Die Gegend um Soliman wird landwirtschaftlich genutzt. Orangen- und Olivenplantagen prägen das landschaftliche Bild Solimans.

### Klima
Die mittlere Jahrestemperatur liegt bei 18 °C und die Jahresniederschlagsmenge erreicht bei durchschnittlich 79 Regentagen einen Wert zwischen 500 und 600 mm. Das Klima ist durch die Nähe des Mittelmeeres gemäßigt.

## Geschichte
Seine Bedeutung erlangte Soliman Anfang des 17. Jahrhunderts durch die Besiedlung mit einer Kolonie muslimischer (Moriscos, zwangskatholisierte Maurennachkömmlinge) und jüdischer Flüchtlinge aus Andalusien, die der Stadt Soliman ihren urbanen Charakter verliehen (Moscheen, Schulen, Märkte, Cafés, kleines Stadtzentrum). Der nach ihrer Herkunft andalusisch beeinflusste Stil ist in der Bauweise und in der Architektur der Stadt erkennbar. Bürgerhäuser, gepflasterte Gassen, Arkaden und Moscheebauten sind auf diese andalusischen Kultureinflüsse zurückzuführen. Die durch Philipp III. seit dem Jahr 1609 in Spanien forcierte Vertreibung und Deportation dieser Menschen führte zu verstärkter Ansiedlung im nördlichen Tunesien; so auch im Bereich der Halbinsel Cap Bon. Sie prägten durch ihre große Zahl eine neue Kulturlandschaft. Auf diese Weise breiteten sich auch neue Nutzpflanzen hier aus; darunter Agaven und Opuntien sowie weitere Gemüsesorten wie Paprika, Tomaten, Kürbisse, Mais und Bohnen, die von den Spaniern und Portugiesen kurz zuvor aus Amerika nach Europa eingeführt wurden.

## Sehenswürdigkeiten
Im historischen Zentrum befinden sich zwei Moscheen, die malekitische Große Moschee mit einem Minarett auf quadratischem Grundriss und die hanefitische Hanafia Moschee aus osmanischer Zeit mit einem an der Basis oktogonalen Minarett.